# 金特·匡特
金特·匡特（德語：Günther Quandt，1881年7月28日—1954年12月30日）是德国企业家。2014年其后代被《经理杂志》评为德国最富有的人。

## 生平
1881年出生于普鲁士王国普里茨瓦尔克，父亲是一家纺织厂老板，第一次世界大战期间靠给军队提供制服积累大量财富。1923年成功收购了德国最大电池公司Accumulatorenfabrik AG，其中还投资钾矿开采公司和金属加工公司，收购宝马和梅赛德斯-奔驰集团的一些股份。1933年阿道夫·希特勒上台后加入纳粹党，成为其忠诚信徒。在第二次世界大战监督集中营中数万名奴隶劳工强制在其家族工厂里劳作，导致许多人丧生。
1946年因与约瑟夫·戈培尔关系被逮捕入狱，但最终只被判定为“同路人”，即接受国家社会主义意识形态但没有积极参与犯罪的人。1948年1月被无罪释放，1954年12月30日在开罗度假期间去世。

## 延伸阅读
- de Jong, David.  (Hardback). Boston: Mariner Books. 2022. ISBN 9781328497888.
- Jungbluth, Rüdiger.  (Hardback). Frankfurt am Main: Campus Sachbuch. 2002. ISBN 9783593369402 （德语）.